# Les Vivants et les Morts (mini-série)
Pour les articles homonymes, voir Les Vivants et les Morts (roman).
Les Vivants et les Morts est un feuilleton français de Gérard Mordillat en huit épisodes de 52 minutes, adaptée du roman homonyme du même auteur, produit par Archipel 33 et diffusé à partir 6 octobre 2010 sur France 2.

## Résumé
Les Vivants et les Morts raconte l'histoire d’une usine et de ses ouvriers dont un lointain groupe financier a décidé de se débarrasser après en avoir récupéré les actifs. La révolte et le drame social qui s'emparent de la petite ville du Nord où elle est implantée a des répercussions jusque dans la vie intime des travailleurs qui perdent leur emploi. Le récit, en forme d'épopée, met en scène une cinquantaine de personnages et est organisé autour de l'histoire d'amour de Rudi et Dallas, jeune couple dont la vie se trouve bouleversée par les événements.

## Tournage
Le tournage du téléfilm s’est déroulé du 9 mars au 6 mai 2009, puis du 15 au 17 juillet 2009, pour une moitié dans le Nord-Pas-de Calais : Hénin Beaumont (usine Sublistic), Montreuil, Neuville-en-Ferrain (usine Dounor), Lille, et pour l’autre en Île-de-France afin de filmer des intérieurs en décors naturels à Lésigny, L’Étang-la-Ville, Roissy-en-Brie, Mitry-Mory, Noisiel, Montreuil et Torcy.

## Distribution
- Robinson Stévenin : Rudi
- Marie Denarnaud : Dallas
- Priscilla Attal-Sfez : Varda
- Marc Barbé : Armand
- Jean-Damien Barbin : Luc Cordeau
- Mathieu Bisson : le docteur Kops
- Peter Bonke : Hoffermann
- Aurore Broutin : Monique Pignard
- Judith Davis : Anne-Marie Format
- Clotilde de Bayser : Bernadette Format
- Franck de la Personne : Behren
- Thibault de Montalembert : Gasnier
- Yan Epstein : le préfet
- Clovis Fouin : Franck
- Valérie Jeannet :	Solange, la femme de Lorquin
- Atmen Kelif : Hachemi
- Marie Kremer : Carole
- William Leplat : Anthony
- Bernadette Le Saché : Denise
- Peggy Martineau : Mme Kops
- Corinne Masiero : la grande Sylvie
- Patrick Mille : Format
- Lorraine Mordillat : Gisèle Format
- Jean-Charles Deval : Christophe Format
- François Morel : Lamy
- Sabrina Ouazani : Saïda
- Jacques Pater : Michel Saint-Pré
- Serge Riaboukine : Henri
- Julie-Anne Roth : Florence Chamard
- Luc Samaille : Bauer
- Florence Thomassin : Mickie
- Luc Thuillier : Lorquin
- Marguerite Topiol : Angélique
- Elie Triffault : Serge
- Patrice Valota : Pignard
- Amos Fergombé: Le prêtre
- Saverio Maligno : Le directeur La Voix